# Gunnar Lindholm
Gunnar Wilhelm Lindholm (ur. 28 grudnia 1887 w Sztokholmie, zm. 2 września 1972 w Santiago) – szermierz, szablista reprezentujący Szwecję, uczestnik letnich igrzysk olimpijskich w Sztokholmie w 1912 roku.